# NGC 2837
NGC 2837 is een dubbelster in het sterrenbeeld Waterslang. Het hemelobject werd op 16 december 1827 ontdekt door de Britse astronoom John Herschel.